# Tretoserphus perkinsi
Tretoserphus perkinsi is een vliesvleugelig insect uit de familie van de Proctotrupidae. De wetenschappelijke naam van de soort is voor het eerst geldig gepubliceerd in 1942 door Nixon.